# Gundelfingen an der Donau
Gundelfingen an der Donau, Gundelfingen a.d.Donau – miasto w Niemczech, w kraju związkowym Bawaria, w rejencji Szwabia, w regionie Augsburg, w powiecie Dillingen an der Donau, siedziba wspólnoty administracyjnej Gundelfingen an der Donau. Leży na obrzeżach Jury Szwabskiej, około 10 km na południowy zachód od Dillingen an der Donau, nad ujściem rzeki Brenz do Dunaju, przy drodze B16 i linii kolejowej Ulm – Donauwörth.

## Demografia
| Rok  | Liczba mieszk. |
| ---- | -------------- |
| 1840 | 3.619          |
| 1900 | 3.438          |
| 1970 | 6.162          |
| 1987 | 6.492          |
| 1992 | 6.965          |
| 1997 | 7.429          |
| 2000 | 7.643          |
| 2002 | 7.869          |
| 2003 | 7.883          |
| 2005 | 7.781          |

## Polityka
Burmistrzem miasta jest Franz Kukla z CSU, rada miasta składa się z osób.
|      | CSU | SPD | FW | FDP | FUWV | Razem |
| 2008 | 6   | 7   | 5  | 2   | -    | 20    |
| 2002 | 8   | 7   | -  | -   | 5    | 20    |